# Francisco Sarabia, Mapastepec
Francisco Sarabia är en ort i Mexiko.   Den ligger i kommunen Mapastepec och delstaten Chiapas, i den sydöstra delen av landet, 800 km sydost om huvudstaden Mexico City. Francisco Sarabia ligger 26 meter över havet och antalet invånare är 362.
Terrängen runt Francisco Sarabia är platt. Runt Francisco Sarabia är det ganska glesbefolkat, med 27 invånare per kvadratkilometer. Närmaste större samhälle är Mapastepec, 10,5 km öster om Francisco Sarabia. Trakten runt Francisco Sarabia består till största delen av jordbruksmark.